# 2019 год в музыке

## Памятные даты

### Юбилеи музыкантов[1]

#### В память музыкантов
- - 200 лет — Жак Оффенбах, дирижёр, композитор
  - 180 лет — Модест Мусоргский, композитор, пианист
  - 130 лет — Александр Вертинский, автор и исполнитель песен, актёр
  - 120 лет — Дюк Эллингтон, аранжировщик, композитор, пианист
  - 120 лет — Дмитрий Покрасс, композитор, народный артист СССР
  - 110 лет — Борис Мокроусов, композитор
  - 100 лет — Юрий Силантьев, дирижёр, композитор, народный артист СССР
  - 100 лет — Нэт Кинг Коул, джазовый пианист, певец
  - 90 лет — Джерри Голдсмит, композитор, пианист
  - 90 лет — Джеймс Ласт, аранжировщик, дирижёр, композитор
  - 90 лет — Людмила Зыкина, певица, народная артистка СССР (ум. 2009)
  - 80 лет — Марвин Гей, композитор, певец, пианист
  - 80 лет — Елена Образцова, певица (меццо-сопрано), народная артистка СССР
  - 75 лет — Джо Кокер, соул-певец
  - 75 лет — Барри Уайт, соул-певец
  - 70 лет — Робин Гибб и Морис Гибб, рок-музыканты, братья (Bee Gees)
  - 55 лет — Евгений Осин, музыкант, певец, поэт (ум. 2018)
  - 55 лет — Егор Летов, певец, музыкант, поэт, композитор; основатель, фронтмен, солист и автор песен группы «Гражданская Оборона», а также других музыкальных проектов (ум. 2008)
  - 50 лет — Игорь Сорин, музыкант, певец, поэт (Иванушки International) (скончался в 1998 году после попытки самоубийства)
  - 50 лет — Мурат Насыров, певец, музыкант (покончил с собой в 2007 году)
  - 50 лет — Олег Яковлев, певец, актёр, поэт-песенник, композитор, телеведущий (Иванушки International) (ум. 2017)

#### Отмечающие юбилейные даты
- - 90 лет — Александра Пахмутова, композитор, народная артистка СССР
  - 80 лет — Тина Тёрнер, певица
  - 80 лет — Нейл Седака, композитор, певец
  - 80 лет — Владимир Атлантов, певец (тенор), народный артист СССР
  - 75 лет — Дайана Росс, певица
  - 75 лет — Роджер Долтри, рок-музыкант
  - 70 лет — Алла Пугачёва, актриса, певица, продюсер, народная артистка СССР
  - 70 лет — Ксения Георгиади, певица
  - 70 лет — Александр Градский, композитор, певец, народный артист Российской Федерации
  - 70 лет — Валерий Леонтьев, певец, народный артист Российской Федерации
  - 70 лет — Михаил Боярский, актёр, певец, народный артист РСФСР
  - 70 лет — Том Уэйтс, композитор, певец
  - 70 лет — Билли Джоэл, композитор, певец, пианист, продюсер
  - 70 лет — Брюс Спрингстин, рок-музыкант
  - 70 лет — Лайонел Ричи, певец
  - 70 лет — Глория Гейнор, диско-певица
  - 70 лет — Левко Дурко (Леонтий Бебешко), певец, шоумэн
  - 70 лет — Ион Суручану, певец
  - 60 лет — Шаде, певица
  - 60 лет — Игорь Кезля (Господин Дадуда), гитарист, композитор
  - 60 лет — Гарик Сукачёв, актёр, музыкант, певец
  - 60 лет — Сюзанна Вега, певица
  - 60 лет — Мортен Харкет, певец, музыкант (A-ha)
  - 60 лет — Брайан Адамс, певец, музыкант
  - 60 лет — Джо Эллиотт, музыкант, вокалист группы Def Leppard
  - 60 лет — Роберт Смит, музыкант, вокалист группы The Cure
  - 55 лет — Вадим Самойлов, российский певец, музыкант, поэт и композитор; один из основателей группы «Агата Кристи»
  - 50 лет — Грол, Дэйв, музыкант, актёр, лидер группы Foo Fighters
  - 50 лет — Татьяна Буланова, певица, заслуженная артистка Российской Федерации
  - 50 лет — Анжелика Варум, певица, заслуженная артистка Российской Федерации
  - 50 лет — Дженнифер Лопес, актриса, певица
  - 50 лет — Джей-Зи, рэпер
  - 40 лет — Роберт Бурдон, барабанщик рок-группы Linkin Park
  - 40 лет — Дмитрий Климашенко, певец, музыкант, композитор, продюсер
  - 40 лет — Дан Балан, композитор, певец
  - 40 лет — Саша (Александра Антонова), певица
  - 40 лет — Витас (Виталий Грачёв), певец
  - 40 лет — Эмин, музыкант, певец, предприниматель
  - 40 лет — Софи Эллис-Бекстор, певица
  - 40 лет — Гайтана, певица
  - 40 лет — Пинк, певица
  - 30 лет — Тейлор Свифт, певица, автор песен, Логан Хендерсон и Карлос Пена, актёры, певцы, авторы песен, участники группы Big Time Rush
  - 25 лет — Джастин Бибер, певец; Гарри Стайлс, певец; Эйва Макс, певица; Егор Крид, певец; Элджей, певец

### Юбилеи музыкальных коллективов

#### В память распавшихся групп
- - 50 лет — Thin Lizzy, Песняры
  - 40 лет — Ottawan, Автограф, Cocteau Twins
  - 35 лет — Modern Talking[2]
  - 30 лет — The Black Crowes, Kaoma, C+C Music Factory, Snap!, Смысловые галлюцинации, Скрябин
  - 25 лет — Aventura, La Bouche, Moloko, Yaki-Da, Чай вдвоём
  - 20 лет — O-Zone, Тату, Фактор-2
  - 10 лет — 4minute

#### Действующие музыкальные коллективы, принимающие поздравления
- - 60 лет — The Shadows
  - 50 лет — Машина времени, Цветы, Judas Priest, UFO, Uriah Heep, ZZ Top
  - 40 лет — Воскресение, Чёрный кофе, Europe, Secret Service, Yello
  - 30 лет — Кар-Мэн,Bad Balance, Любэ, Моральный кодекс, На-На, Brainstorm, FireHouse, Marilyn Manson,
  - 35 лет — Гражданская оборона,
  - 25 лет — Океан Эльзы, СерьГа, Сплин, Garbage, Knorkator, Limp Bizkit, Muse, Placebo, Rammstein, Spice Girls, Zdob și Zdub
  - 20 лет — Запрещённые барабанщики, Оргия Праведников, DragonForce, Reflex, Sabaton
  - 10 лет — Dzidzio, Hurts, Twenty One Pilots, Bahroma

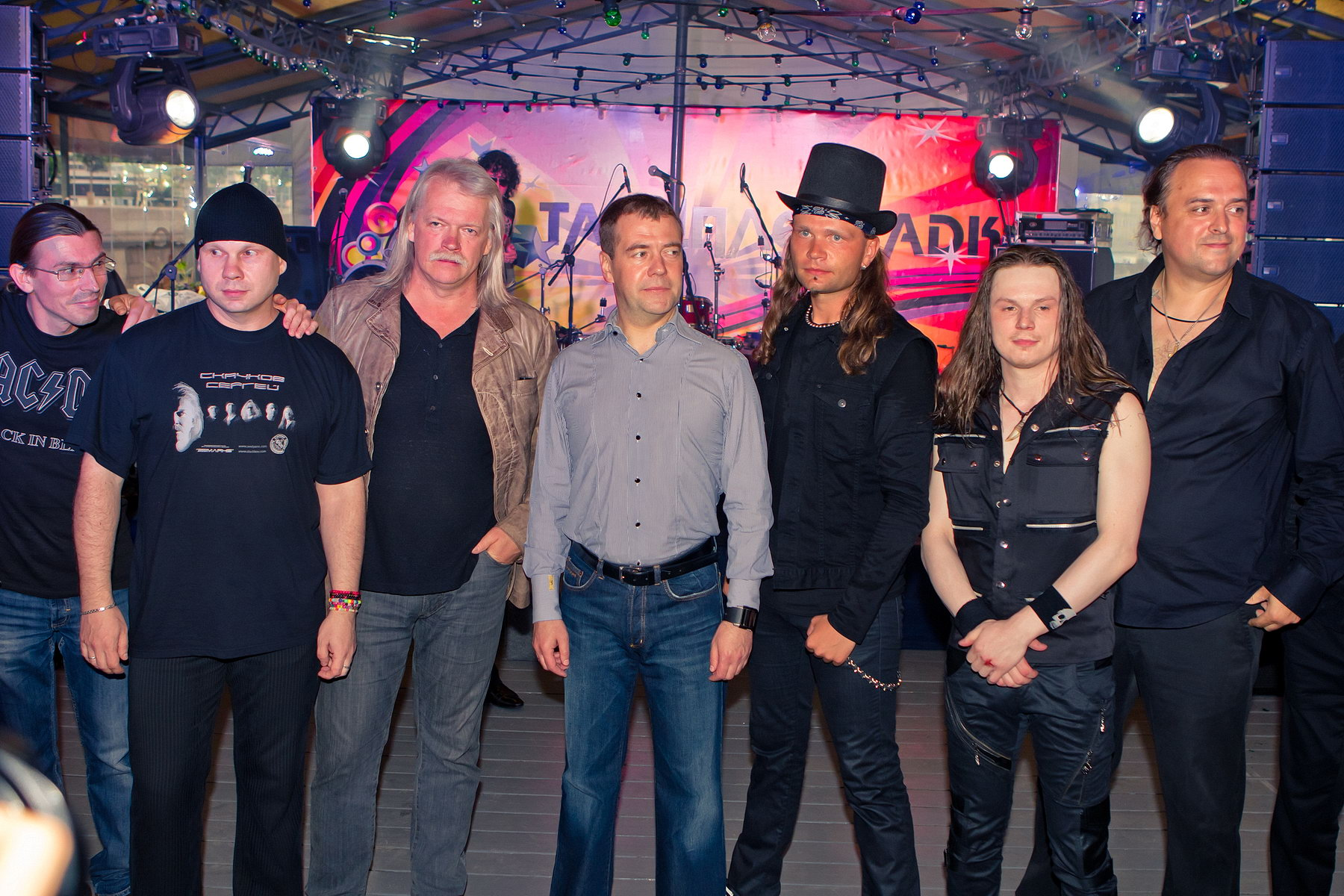
Дмитрий Медведев и группа «Земляне»

## События
- 10 февраля — 61-я ежегодная церемония вручения наград «Грэмми».
- 14, 16 и 18 мая — 64-й конкурс песни «Евровидение — 2019».
- 3 августа — Сергей Скачков и группа «Земляне», «Чайф», «Сплин», «Uma2rman», Ольга Кормухина и другие артисты, выступили в Парке Горького на бесплатном рок-концерте в рамках фестиваля «Шашлык Live», срочно организованном мэрией Москвы с целью отвлечь молодёжь от участия в протестной акции оппозиции, проходившей в то же время в другой части города[3][4]
- 24 ноября — 17-й конкурс песни «Детское Евровидение — 2019».

## Группы
| Образовавшиеся - Cherry Bullet - WayV - Itzy - TXT - EVERGLOW - Rocket Punch - X1 - AB6IX - SuperM - 1TEAM - 2 ОКеана | Распавшиеся - Kalafina - Wanna One - After School - Pristin - Wassup - B.A.P - Boyfriend - Serebro - Slayer - «Високосный год» - Непара |

Воссоединившиеся
- My Chemical Romance
- «Гражданская оборона»
- Grebz
- Непара

## Награды
|                         |
| Billboard Music Awards  |
|                         |
| MTV Video Music Awards  |
|                         |
| MTV Europe Music Awards |
|                         |
| 61-я церемония «Грэмми» |
|                         |

### Зал славы рок-н-ролла
Исполнители:
- The Cure (Перри Бэмоунт, Ривз Гэбрелс, Саймон Гэллап, Майкл Демпси[англ.], Джейсон Купер, Роджер О’Доннелл, Роберт Смит, Лол Толхёрст, Перл Томпсон[англ.] и Борис Уильямс[англ.])[5]
- Def Leppard (Рик Аллен, Стив Кларк, Фил Коллен, Вивиан Кэмпбелл, Рик Сэведж[англ.], Пит Уиллис[англ.] и Джо Эллиотт)[6]
- Radiohead (Джонни Гринвуд, Колин Гринвуд, Том Йорк, Эд О’Брайен и Филип Селуэй)[7]
- Roxy Music (Эдди Джобсон, Брайан Ино, Энди Маккей, Фил Манзанера, Грэм Симпсон[англ.], Пол Томпсон[англ.] и Брайан Ферри)[8]
- The Zombies (Род Арджент, Пол Аткинсон[англ.], Колин Бланстоун, Хью Гранди[англ.] и Крис Уайт[англ.])[9]
- Джанет Джексон[10]
- Стиви Никс[11]

Синглы:
- Gloria (The Shadows of Knight[англ.])
- Leader of the Pack (The Shangri-Las)
- Maybe (The Chantels)
- Money (That’s What I Want) (Барретт Стронг)
- Tequila[англ.] (The Champs)
- Twist and Shout (The Isley Brothers)

### Зал славы авторов песен
- Даллас Остин[англ.][13]
- Джон Прайн[14]
- Кэт Стивенс[15]
- Джек Темпчин[англ.][16]
- Том Холл[англ.][17]
- Мисси Эллиотт[18]

Награда Джонни Мерсера:
- Кэрол Байер-Сейджер[19]

Награда современной иконе:
- Джастин Тимберлейк[20]

Награда лидеру-визионеру:
- Мартин Бандиер[англ.][21]

Награда Хэла Дэвида «Звёздный свет»:
- Холзи[22]

Награда чемпиону:
- Линда Моран[англ.][23]

### Зал славы кантри
- Brooks & Dunn (Кикс Брукс[англ.] и Ронни Данн[англ.])[24]
- Джерри Брэдли[англ.][25]
- Рэй Стивенс[26]

## Песни

### США
Хиты № 1 в США (Список синглов № 1 в США в 2019 году (Billboard) #1 Hits)
- «Old Town Road» — Lil Nas X feat. Billy Rae Cyrus (19 недель)
- «7 Rings» — Ariana Grande (8 недель)
- «Truth Hurts» — Lizzo (7 недель)
- «Someone You Loved» — Lewis Capaldi (3 недели)
- «Without Me» — Halsey (2 недели)
- «Circles» — Post Malone (2 недели)
- «All I Want for Christmas Is You» — Mariah Carey (2 недели)
- «Thank U, Next» — Ariana Grande (1 неделя)
- «Sunflower» — Post Malone feat. Swae Lee (1 неделя)
- «Shallow» — Lady Gaga feat. Bradley Cooper (1 неделя)
- «Sucker» — Jonas Brothers (1 неделя)
- «Bad Guy» — Billie Eilish (1 неделя)
- «Señorita» — Shawn Mendes & Camila Cabello (1 неделя)
- «Highest in the Room» — Travis Scott (1 неделя)
- «Lose You to Love Me» — Selena Gomez (1 неделя)
- «Heartless» — The Weeknd (1 неделя)

### Великобритания
Хиты № 1 в Великобритании (UK Official Top 100 #1 Hits)
- «Dance Monkey» — Tones And I (11 недель)
- «I Don't Care» — Ed Sheeran feat. Justin Bieber (8 недель)
- «Someone You Loved» — Lewis Capaldi (7 недель)
- «Señorita» — Shawn Mendes & Camila Cabello (6 недель)
- «Take Me Back To London» — Ed Sheeran feat. Stormzy (5 недель)
- «7 Rings» — Ariana Grande (4 недели)
- «Sweet But Psycho» — Ava Max (3 недели)
- «Old Town Road» — Lil Nas X feat. Billy Rae Cyrus (2 недели)
- «Vossi Bop» — Stormzy (2 недели)
- «Break Up With Your Girlfriend, I'm Bored» — Ariana Grande (1 неделя)
- «Beautiful People» — Ed Sheeran feat. Khalid (1 неделя)
- «I Love Sausage Roll» — LadBaby (1 неделя)
- «River» — Ellie Goulding (1 неделя)

### Россия
Хиты № 1 в России (Radio TopHit All Media: Radio Top + YouTube + Spotify)
- «Плакала» — Kazka (8 недель)
- «Грустный Дэнс» — Artik & Asti feat. Артём Качер (7 недель)
- «Bad Guy» — Billie Eilish (7 недель)
- «Под Гипнозом» — Artik & Asti (7 недель)
- «Credo» — Zivert (4 недели)
- «Зацепила» — Артур Пирожков (3 недели)
- «Алкоголичка» — Артур Пирожков (3 недели)
- «Пчеловод» — RASA (3 недели)
- «Молния» — Дима Билан (2 недели)
- «Skibidi» — Little Big (2 недели)
- «I'm OK» — Little Big (1 неделя)
- «Сердцеедка» — Егор Крид (1 неделя)
- «Sayonara Детка» — Элджей feat. Era Istrefi (1 неделя)
- «Go Bananas» — Little Big (1 неделя)
- «Dance Monkey» — Tones And I (1 неделя)
- «Любимка» — NILETTO (1 неделя)

## Рейтинги
- Список альбомов № 1 в США в 2019 году (Billboard)
- Список синглов № 1 в США в 2019 году (Billboard)
- Список синглов № 1 в России в 2019 году (TopHit)

## Скончались

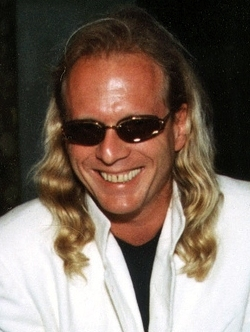
Крис Кельми

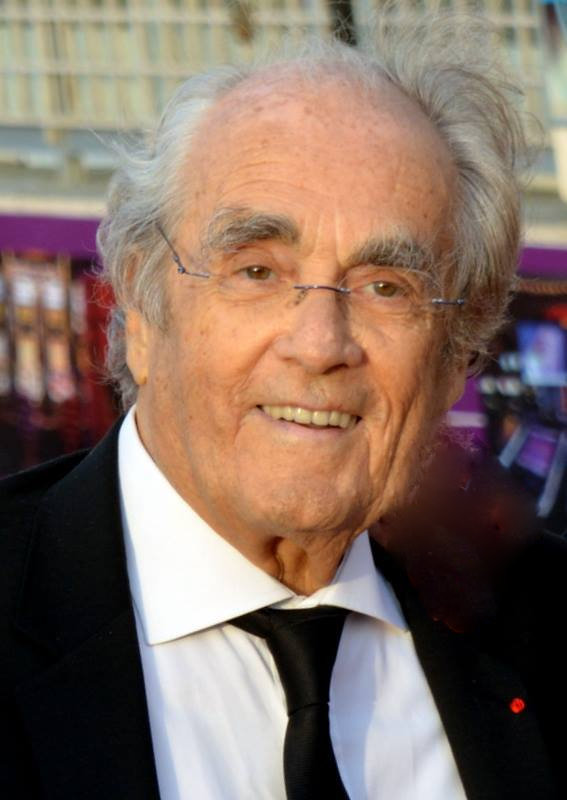
Мишель Легран

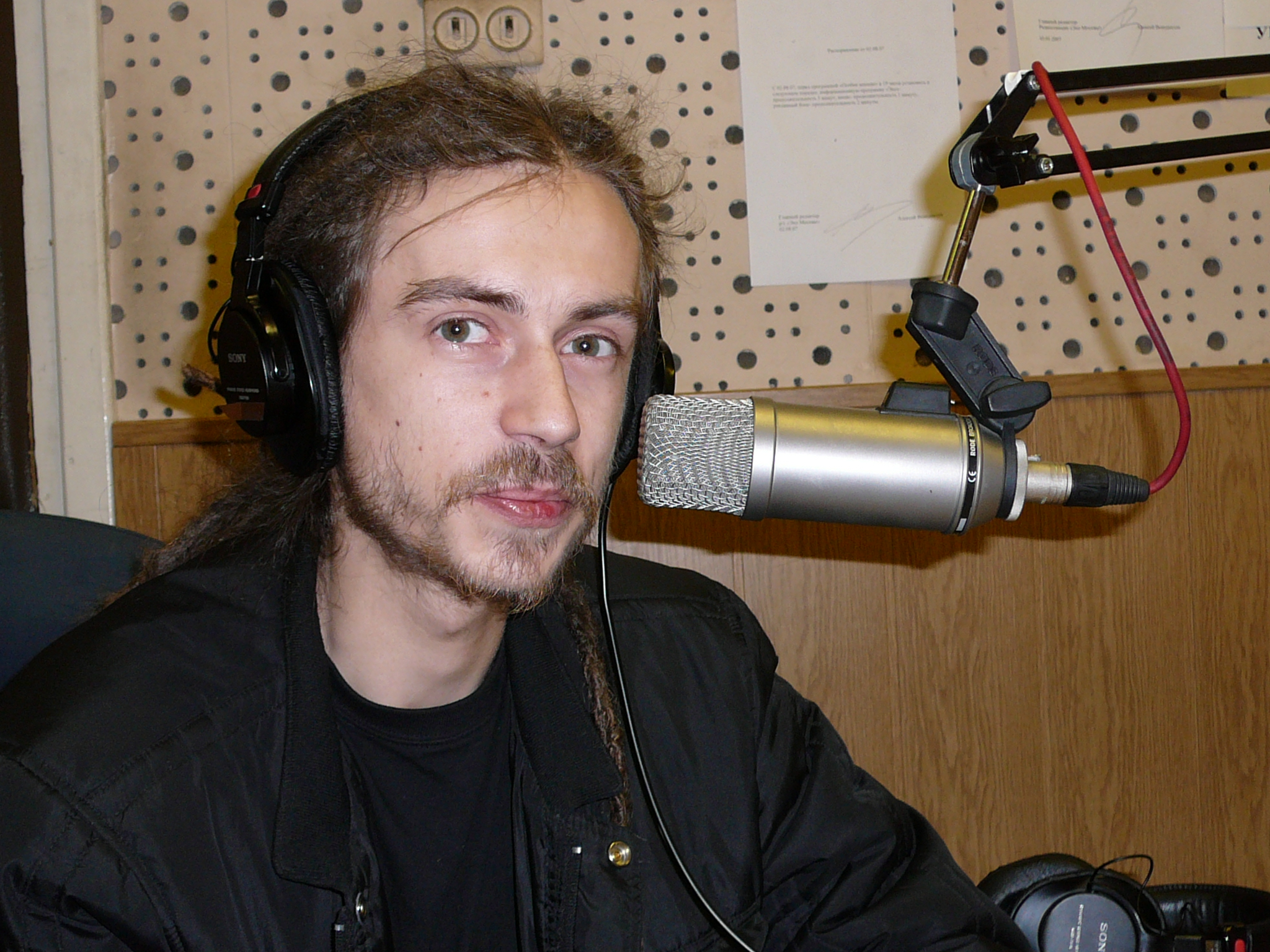
Децл

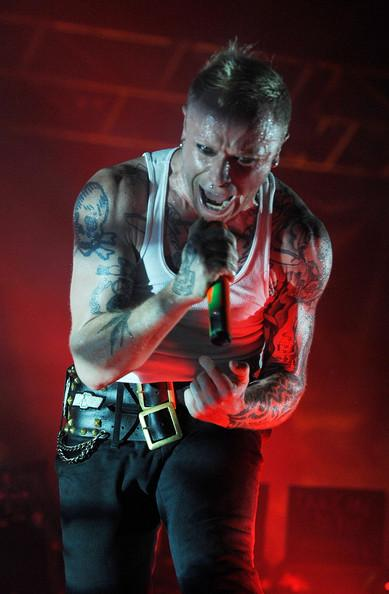
Кит Флинт

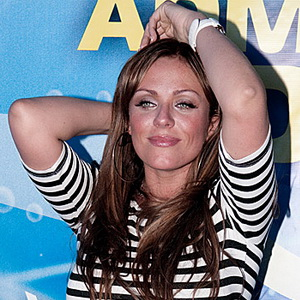
Юлия Началова

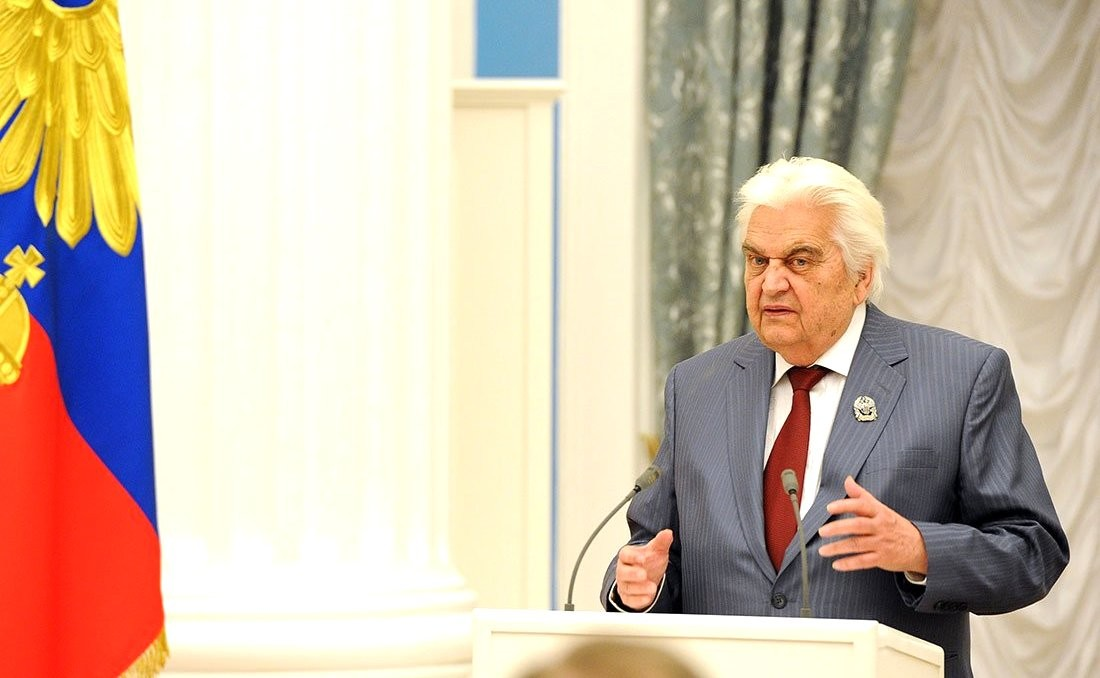
Евгений Крылатов

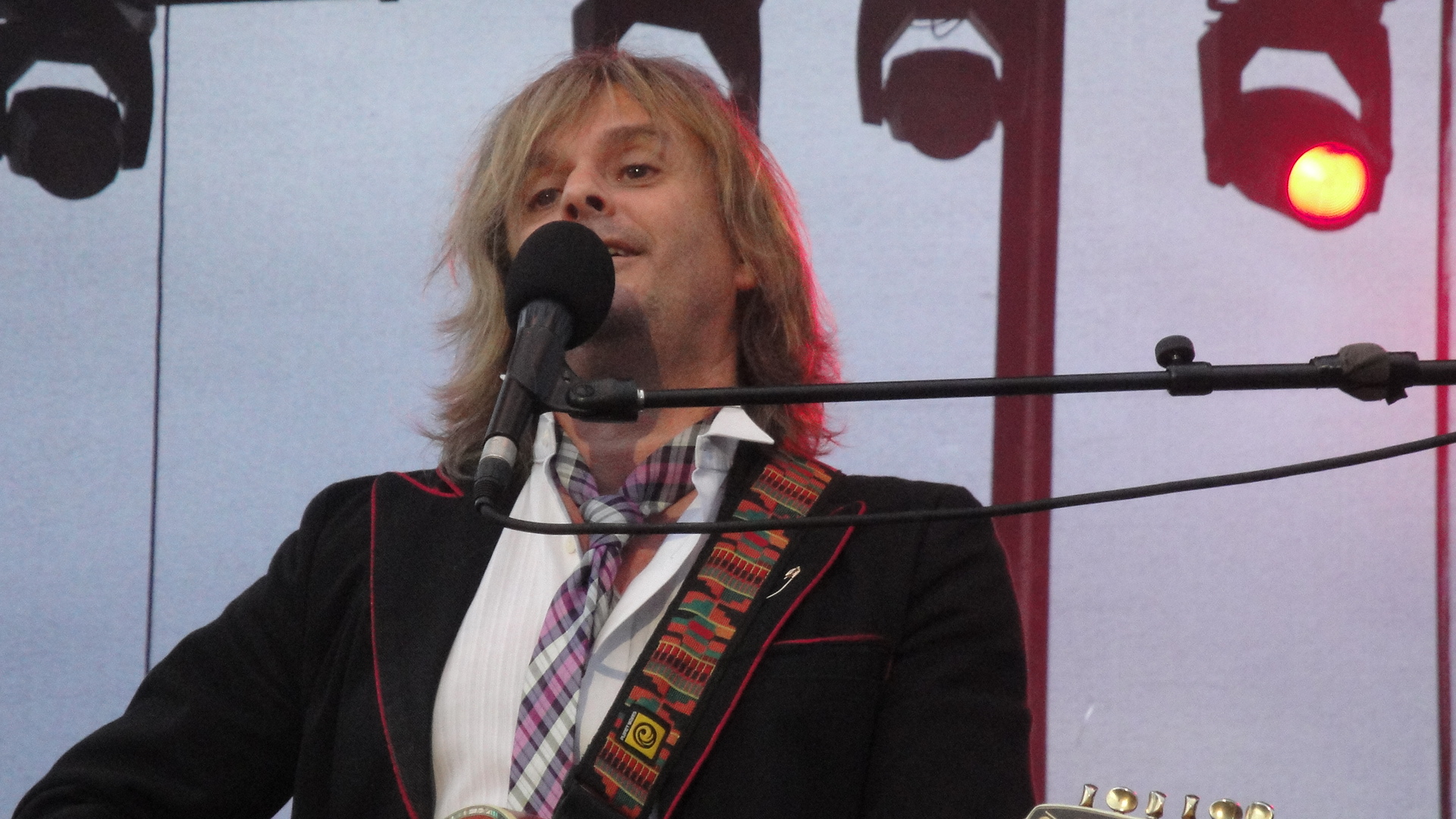
Нильда Фернандес

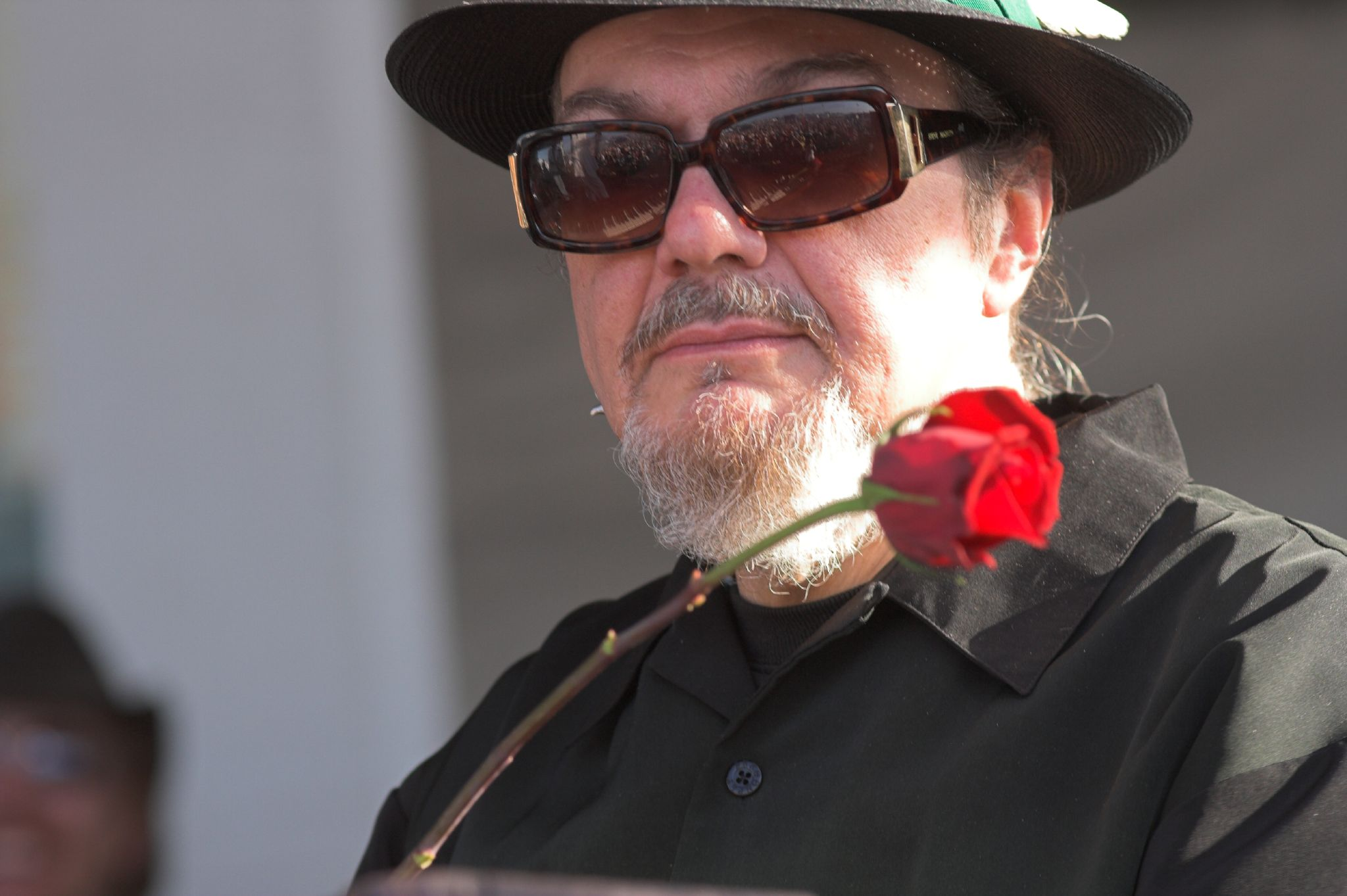
Доктор Джон

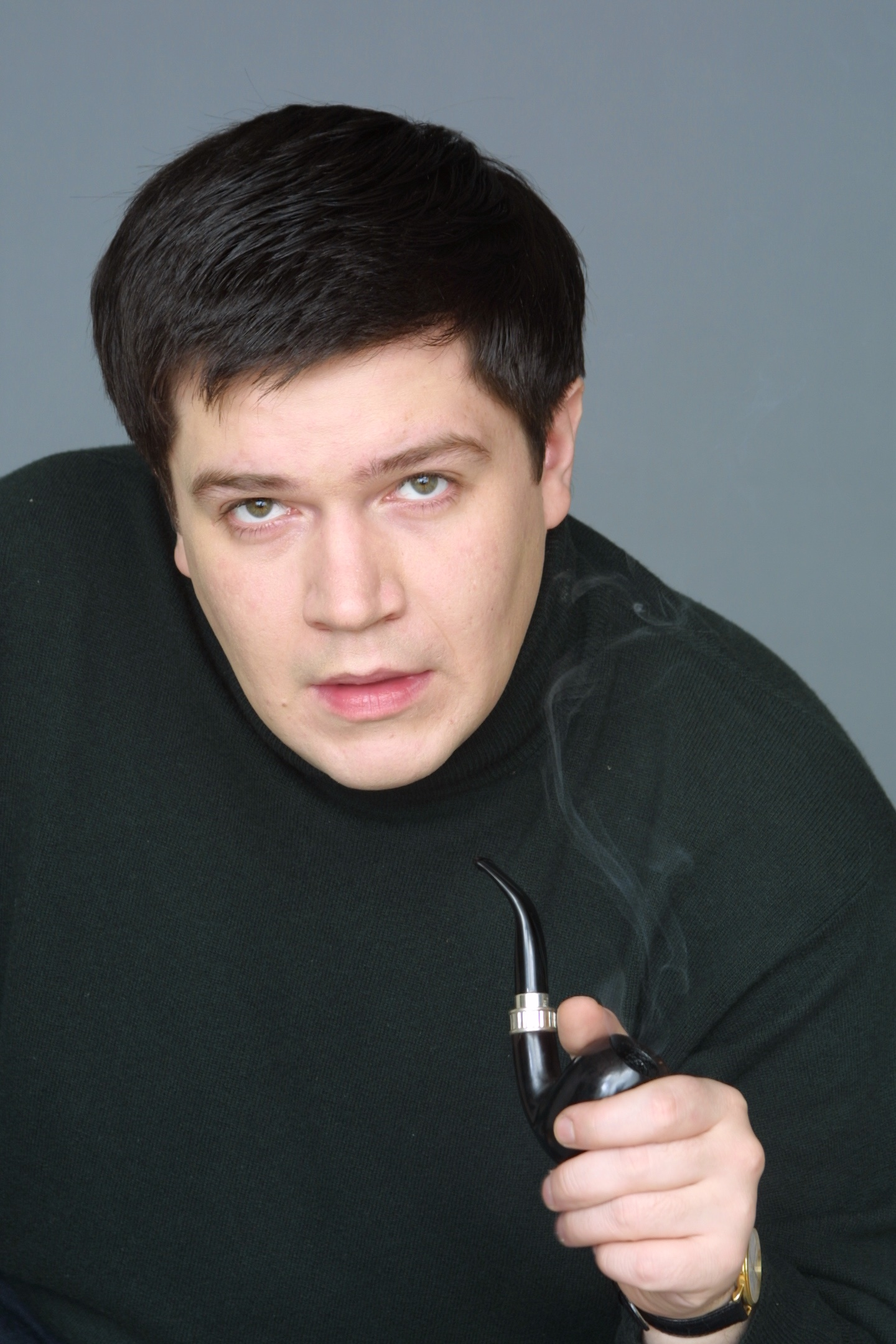
Илья Калинников

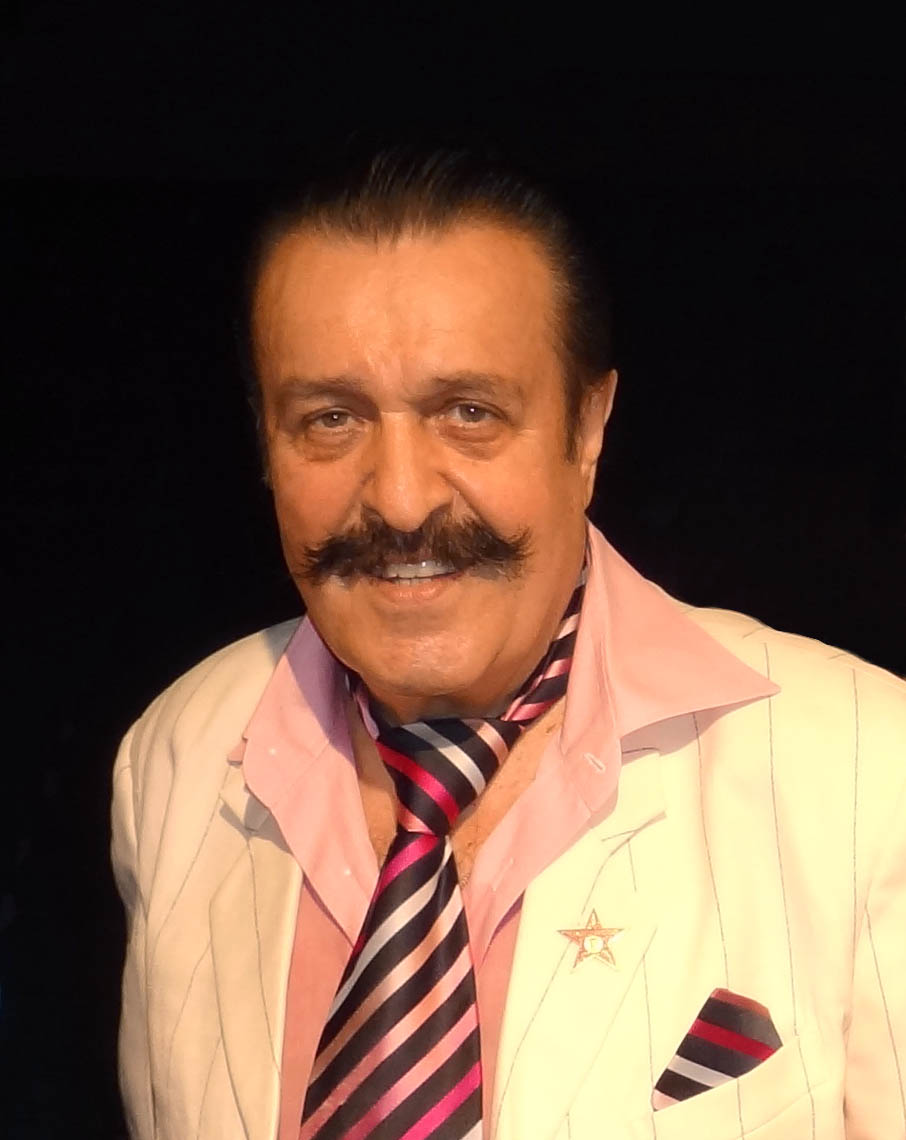
Вилли Токарев

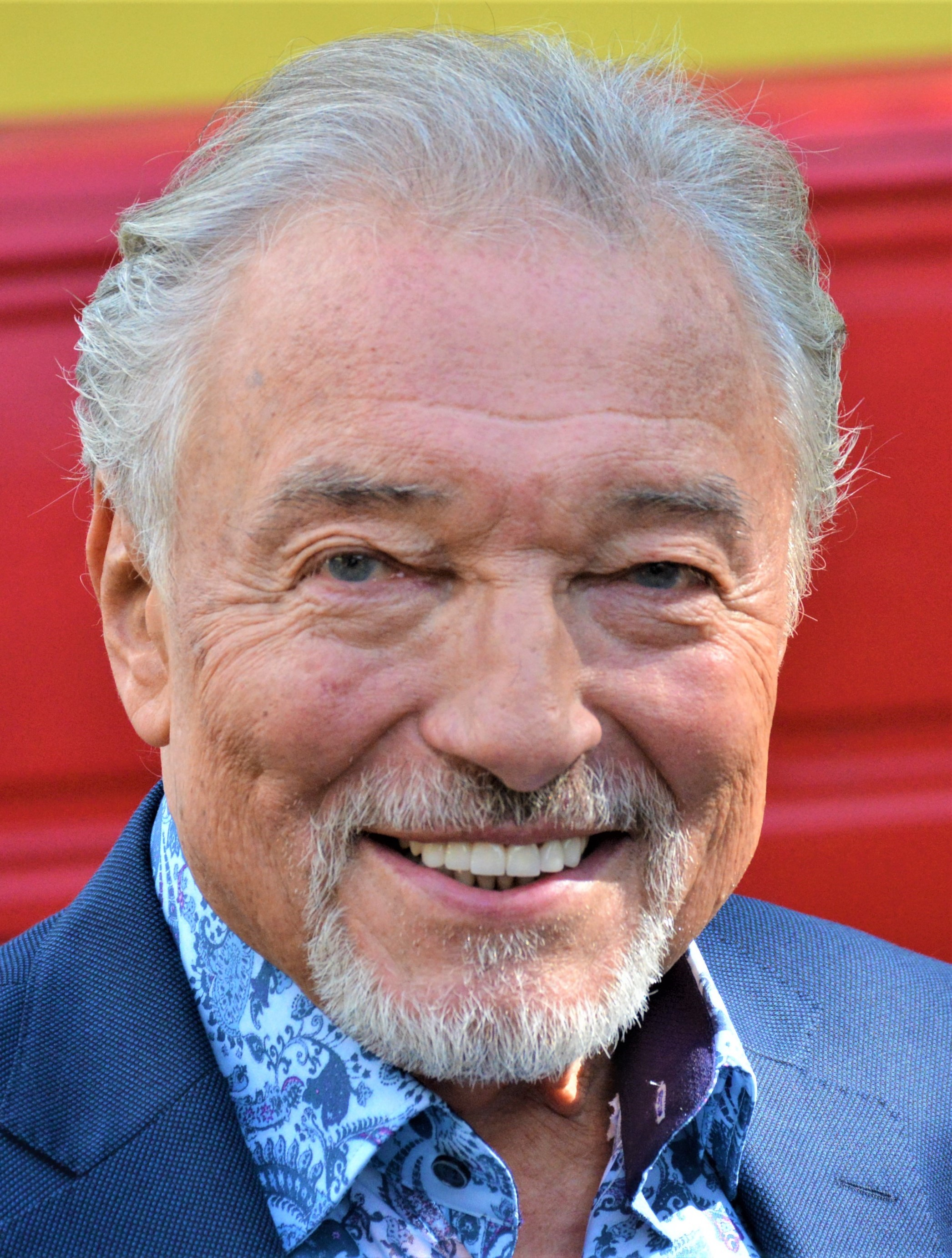
Карел Готт

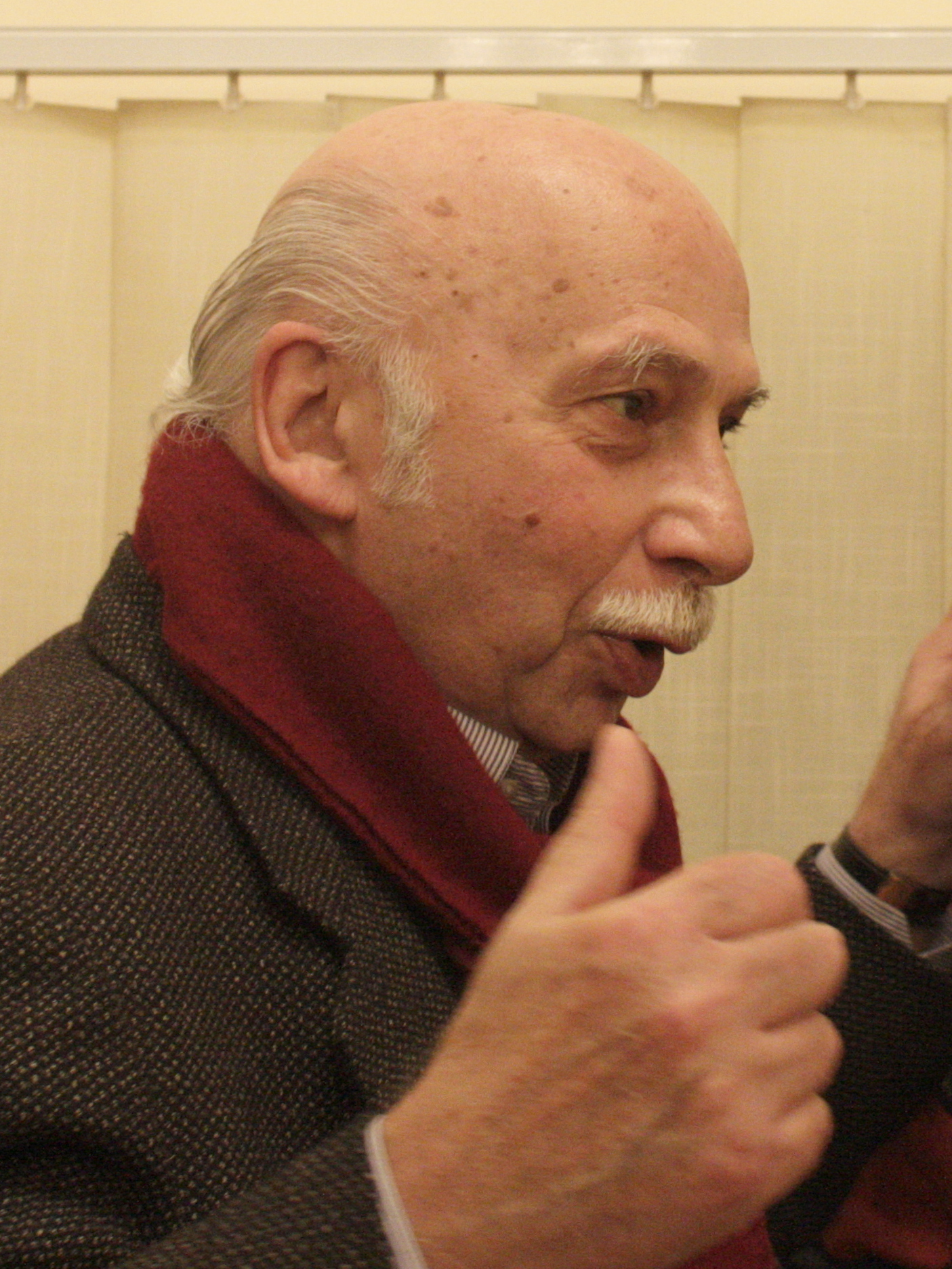
Гия Канчели

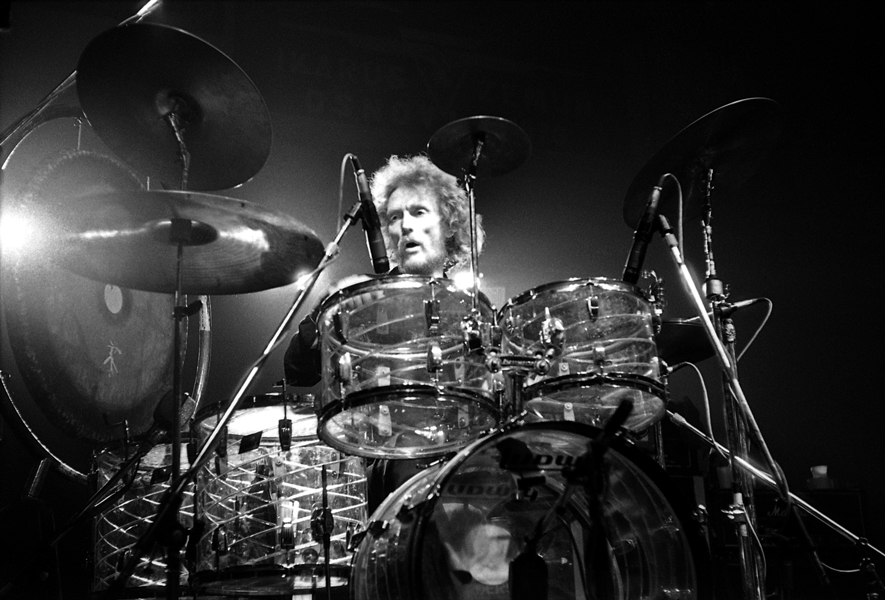
Джинджер Бейкер

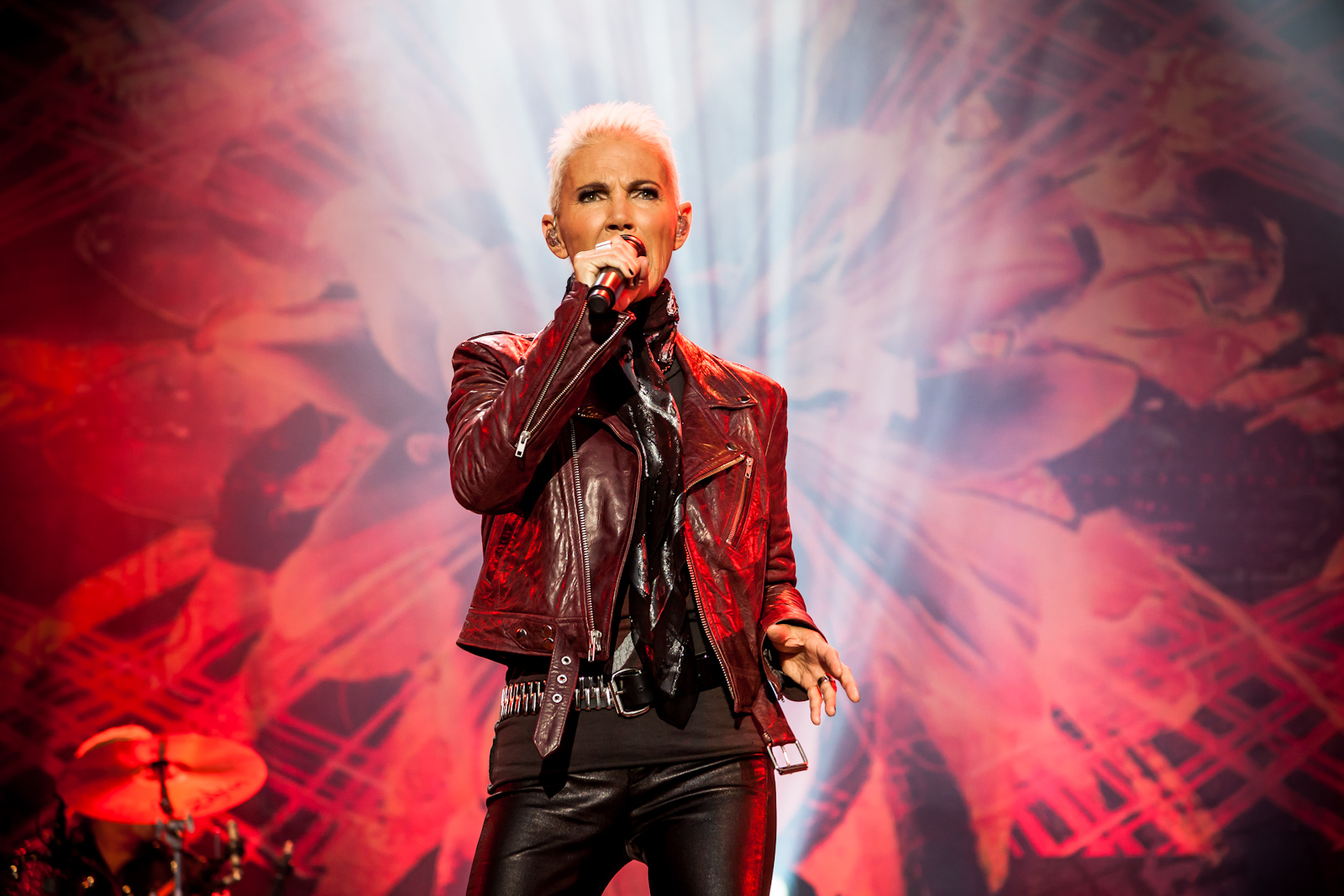
Мари Фредрикссон

### Январь
- 1 января
  - Хуан Гинхоан Хисперт[исп.] (87) — испанский композитор и пианист 
  - Крис Кельми (63) — советский и российский певец, композитор и клавишник 
  - Пеги Янг[англ.] (66) — американская певица, музыкант и автор песен
- 2 января — Эсенбу Нурманбетова (61) — советская и киргизская оперная певица (сопрано) и педагог
- 5 января — Эрик Хэйдок[англ.] (75) — британский музыкант, бас-гитарист группы The Hollies .
- 7 января — Хуари Манар (37) — алжирский певец
- 10 января
  - Тео Адам (92) — немецкий оперный певец (бас-баритон) и оперный режиссёр
  - Кевин Фрэт (24) — пуэрто-риканский певец
- 13 января — Бонни Гитар (95) — американская кантри-певица и гитаристка
- 15 января
  - Тельма Тиксу (74) — аргентинская актриса, певица и танцовщица
  - Кэрол Чэннинг (97) — американская актриса и певица
- 16 января
  - Сергей Евдокимов (69) — советский и украинский скрипач и педагог
  - Ильгам Шакиров (83) — советский и российский татарский певец
- 17 января — Тара Симмонс (34) — австралийская певица, автор песен, клавишница и виолончелистка
- 18 января — Дмитрий Чернусь (60) — советский и российский автор-исполнитель и продюсер
- 20 января — Хасан Карданов (95) — советский и российский кабардинский композитор
- 21 января
  - Роман Кудлик (77) — советский и украинский поэт, автор текстов песен и либреттист
  - Дина Пфаус-Шильффарт (45) — немецкая актриса, певица и сценаристка
- 23 января — Людмила Цуркан (81) — советская и украинская оперная и камерная певица (сопрано) и вокальный педагог
- 26 января
  - Жан Гийу (88) — французский органист, пианист и композитор
  - Мишель Легран (86) — французский композитор, пианист, аранжировщик, дирижёр и певец
- 29 января — Джеймс Ингрэм (66) — американский певец, музыкант и продюсер

### Февраль
- 3 февраля — Децл (35) — российский рэп-исполнитель, автор песен, композитор, актёр и поэт
- 4 февраля
  - Вячеслав Овчинников (82) — советский и российский композитор и дирижёр
  - Куляш Сакиева (98) — советская и казахстанская актриса и певица
- 10 февраля — Асымкуль Баетова (76) — советская и киргизская балерина
- 12 февраля
  - Олли Линдхольм (54) — финский певец и музыкант, солист группы Yö[англ.]
  - Мариза Солинас (79) — итальянская актриса и певица
- 14 февраля — Сергей Захаров (68) — советский и российский эстрадный певец (баритон) и актёр
- 17 февраля — Шабан Шаулич (67) — югославский и сербский певец
- 18 февраля — Жан Периссон (94) — французский дирижёр
- 20 февраля
  - Эккехард Влашиха (80) — немецкий оперный певец (баритон)
  - Виктор Лукаш (83) — советский и украинский звукорежиссёр, композитор и педагог
- 21 февраля — Питер Торк[англ.] (77) — американский рок-музыкант и композитор, клавишник и  бас-гитарист группы The Monkees
- 23 февраля — Лев Колодуб (88) — советский и украинский композитор
- 24 февраля — Мак Уайзман (93) — американский певец, гитарист и автор песен
- 25 февраля — Марк Холлис (64) — британский рок-музыкант и автор песен, основатель и вокалист группы Talk Talk[27]
- 26 февраля
  - Энди Андерсон[англ.] (68) — британский рок-музыкант, барабанщик группы The Cure
  - Арсений Жаков (68) — советский и российский классический гитарист, композитор и педагог
- 27 февраля — Дуг Сэндом (89) — британский музыкант, барабанщик группы The Who
- 28 февраля — Андре Превин (89) — американский пианист, дирижёр и композитор немецкого происхождения

### Март
- 2 марта — Янош Коош (81) — венгерский эстрадный певец и актёр
- 4 марта — Кит Флинт (49) — британский певец и музыкант, танцор и вокалист группы The Prodigy
- 5 марта
  - Жак Лусье (84) — французский пианист
  - Дору Попович (87) — румынский композитор и музыковед
- 8 марта
  - Михаэль Андреас Гилен (91) — австрийский дирижёр и композитор
  - Джордж Найкруг (100) — американский виолончелист и музыкальный педагог
- 10 марта — Юрий Мазченко (83) — советский и российский альтист и музыкальный педагог
- 11 марта
  - Йона Атари (85) — израильская певица и актриса
  - Хэл Блэйн[англ.] (90) — американский барабанщик
- 12 марта — Леопольд Козловский (100) — польский пианист, дирижёр и композитор
- 13 марта
  - Арег Назарян (54) — советский и армянский музыкант, композитор и звукорежиссёр
  - Квабена Джозеф Нкетия (97) — ганский музыковед, фольклорист и композитор
- 16 марта
  - Дик Дейл (81) — американский гитарист
  - Юлия Началова (38) — российская певица, телеведущая и актриса
  - Тамара Огороднова-Духанина (89) — советский и российский композитор
- 17 марта — Берни Торме (66) — ирландский гитарист, певец и автор песен
- 19 марта — Виталий Газинский (73) — советский и украинский дирижёр, композитор и музыкальный педагог
- 21 марта — Никола Сгро (81) — итальянский композитор и дирижёр
- 22 марта
  - Валентина Дворянинова (91) — советская и российская эстрадная певица (сопрано)
  - Скотт Уокер (76) — американский и британский певец, автор песен и музыкальный продюсер, участник группы The Walker Brothers
- 25 марта — Магомед Касумов (78) — советский и российский композитор, пианист и педагог
- 26 марта — Кэнъити Хагивара (68) — японский актёр и певец
- 31 марта — Нипси Хассл (33) — американский рэпер

### Апрель
- 1 апреля
  - Каравелли (88) — французский композитор, аранжировщик и дирижёр
  - Владимир Орлофф (90) — румынский и канадский виолончелист
- 5 апреля — Мария Шорникова (63) — советский и российский музыковед
- 11 апреля
  - Иван Пономаренко (74) — советский и украинский оперный певец (баритон)
  - Дмитрий Савицкий (75) — советский и французский писатель, поэт и журналист, ведущий радиопередачи «49 минут джаза»
- 13 апреля — Пол Рэймонд (73) — британский музыкант, гитарист и клавишник группы UFO
- 16 апреля — Йорг Демус (90) — австрийский пианист и композитор
- 17 апреля — Ирина Бржевская (89) — советская и российская эстрадная певица (сопрано)
- 18 апреля — Антонина Казарина (88) — советская и российская скрипачка
- 22 апреля — Хизер Харпер (88) — североирландская оперная певица (сопрано)
- 23 апреля — Анатолий Мамонтов (82) — советский и российский музыкальный деятель, художественный руководитель и главный дирижёр ансамбля «Италмас»
- 26 апреля — Даниила Байко (89) — советская и украинская певица, участница трио сестёр Байко

### Май
- 6 мая
  - Юрий Казаков (94) — советский и российский баянист и музыкальный педагог
  - Андрей Хитрук (74) — советский и российский пианист, музыкальный педагог и журналист
  - Зайнди Чергизбиев (82) — советский и российский чеченский композитор, музыкант и дирижёр
- 8 мая — Евгений Крылатов (85) — советский и российский композитор и пианист
- 9 мая
  - Мартин Канин (89) — американский пианист и музыкальный педагог
  - Ариф Меликов (85) — советский и азербайджанский композитор и музыкальный педагог
  - Фредди Старр (76) — британский актёр, комик, пародист и певец
- 10 мая — Раиса Котова (79) — советская и российская оперная певица (меццо-сопрано) и музыкальный педагог
- 13 мая — Виктор Сумеркин (86) ― советский и российский тромбонист и музыкальный педагог
- 19 мая
  - Патрик Уэдд (71) — канадский органист и композитор
  - Нильда Фернандес (61) — французский шансонье испанского происхождения
- 28 мая
  - Андре Азриель (97) — австрийский и немецкий композитор и педагог
  - Алексей Людмилин (77) — советский и российский музыкант и дирижёр
- 30 мая — Леон Редбоун (69) — канадский певец и гитарист
- 31 мая — Роки Эриксон (71) — американский певец, музыкант и автор песен, основатель и лидер группы 13th Floor Elevators

### Июнь
- 4 июня — Николай Евров (82) — болгарский пианист
- 6 июня — Доктор Джон (77) — американский певец, музыкант и автор песен
- 7 июня — Жанна Металлиди (85) — советский и российский композитор и музыкальный педагог
- 8 июня — Андре Матос (47) — бразильский певец, музыкант и автор песен, вокалист и клавишник группы Angra
- 11 июня
  - Роман Витошинский (78) — советский и украинский оперный певец (лирический тенор)
  - Кундуз Миркаримова (91) — советская и узбекская артистка балета, балетмейстер, хореограф и педагог
- 13 июня — А. Рахман Хассан (72) — малайзийский певец и композитор
- 14 июня — Семён Оконешников (74) — советский и российский оперный певец (лирический тенор)
- 22 июня — Степан Шакарян (83) — советский и армянский композитор, пианист и аранжировщик
- 23 июня — Дэйв Бартоломью (100) — американский музыкант, композитор и аранжировщик
- 25 июня — Илья Калинников (46) — советский и российский певец и музыкант, основатель и лидер группы «Високосный год»

### Июль
- 2 июля — Майкл Колграсс (87) — американский и канадский композитор
- 4 июля — Виктор Ванслов (96) — советский и российский педагог, музыковед, балетовед и критик
- 5 июля — Герман Лукьянов (82) — советский и российский джазовый музыкант-мультиинструменталист, композитор и бэндлидер
- 6 июля — Жуан Жилберту (88) — бразильский гитарист, певец и композитор
- 9 июля
  - Джонни Китагава (87) — американский и японский бизнесмен и музыкальный продюсер
  - Аарон Розанд (92) — американский скрипач
- 10 июля — Михаил Некрич (78) — советский и украинский композитор, педагог, музыкант и аранжировщик
- 12 июля
  - Александр Котусов (63 или 64) — советский и российский кетский автор-исполнитель и народный певец
  - Жозеф Руло (90) — канадский оперный певец (бас)
- 13 июля — Мария Котолиева (88) — советская и российская осетинская оперная певица (меццо-сопрано) и педагог
- 15 июля — Бямбасурэнгийн Шарав (66) — монгольский композитор и пианист
- 16 июля
  - Джонни Клегг (66) — британский и южноафриканский певец, музыкант и автор песен
  - Эдуард Патлаенко (83) — советский и российский композитор и музыкальный педагог
- 18 июля — Захид Хакназаров (81) — советский и узбекский дирижёр и музыкальный педагог
- 19 июля — Яо Ли (96) — китайская певица
- 22 июля — Арт Невилл[англ.] (81) — американский поэт, музыкант и автор песен, участник групп The Meters и The Neville Brothers
- 25 июля — Аннер Билсма (85) — нидерландский виолончелист
- 30 июля — Анна Короткина (57) — советский и белорусский композитор
- 31 июля — Харольд Принс (91) — американский театральный продюсер и режиссёр, постановщик мюзиклов

### Август
- 1 августа — Иэн Гиббонс[англ.] (67) — британский рок-музыкант, клавишник группы The Kinks
- 2 августа — Александра Стрельченко (82) — советская и российская эстрадная певица
- 3 августа — Джо Лонгторн[англ.] (64) — британский эстрадный певец
- 4 августа — Вилли Токарев (84) — советский, американский и российский автор-исполнитель, поэт-песенник и композитор
- 5 августа — Сергей Березин (81) — советский и российский певец и композитор, основатель и художественный руководитель ВИА «Пламя»
- 7 августа — Дэвид Берман (52) — американский певец, музыкант и автор песен, основатель и лидер группы Silver Jews
- 15 августа — Роман Леденёв (88) — советский и российский композитор и музыкальный педагог
- 18 августа
  - Михаил Романов (68) — советский и российский трубач и музыкальный педагог
  - Александр Чистяков (62) — советский и российский пародист и певец
- 19 августа
  - Серджо Пертикароли (89) — итальянский пианист
  - Мохаммед Захир Хайям (92) — индийский кинокомпозитор
- 22 августа — Виктор Зайцев (68) — советский и российский музыкальный продюсер и режиссёр
- 28 августа — Нэнси Холлоуэй (86) — американская джазовая певица

### Сентябрь
- 1 сентября
  - Гагик Овунц (89) — советский и армянский композитор
  - Адисс Хармандян (74) — ливано-армянский и американский певец и композитор
- 4 сентября — Дэн Уорнер[англ.] (49) — американский гитарист, продюсер и автор песен
- 5 сентября — Юрий Петерсон (72) — советский и российский музыкант, певец и композитор, солист ВИА «Весёлые ребята», «Самоцветы» и «Пламя»
- 8 сентября — Камило Сесто (72) — испанский певец и автор песен
- 9 сентября — Лаврентис Махерицас (62) — греческий музыкант, композитор, певец и поэт-песенник
- 10 сентября
  - Дэниел Джонстон (58) — американский музыкант и автор-исполнитель
  - Елизавета Мнацаканова (97) — советская и австрийская поэтесса, переводчица и музыковед
  - Джефф Фенхольт (67) — американский певец, вокалист группы Black Sabbath
- 13 сентября — Эдди Мани (70) — американский рок-певец, музыкант и автор песен
- 15 сентября — Рик Окасек (75) — американский музыкант и музыкальный продюсер, вокалист и гитарист группы The Cars
- 16 сентября — Марс Сафиуллин (67) — советский и российский танцовщик и педагог
- 17 сентября
  - Дина Угорская (46) — советская и немецкая пианистка
  - Валерий Успенский (80) — советский и российский хоровой дирижёр и музыкальный педагог
- 18 сентября — Тони Миллз[англ.] (57) — британский рок-певец, вокалист группы Shy
- 19 сентября
  - Ирина Богачёва (80) — советская и российская оперная и камерная певица (меццо-сопрано)
  - Сэнди Джонс (68) — ирландская певица
- 21 сентября — Кристофер Роуз[англ.] (70) — американский композитор
- 23 сентября — Роберт Хантер[англ.] (78) — американский музыкант и поэт, автор текстов песен группы Grateful Dead
- 25 сентября — Пауль Бадура-Скода (91) — австрийский пианист
- 28 сентября — Хосе Хосе (71) — мексиканский певец, музыкант и актёр
- 30 сентября — Джесси Норман (74) — американская оперная певица (сопрано, меццо-сопрано)

### Октябрь
- 1 октября — Карел Готт (80) — чехословацкий и чешский эстрадный певец
- 2 октября
  - Джули Гибсон (106) — американская актриса и певица
  - Гия Канчели (84) — советский и грузинский композитор и музыкальный педагог
  - Ким Шаттак (56) — американская певица и музыкант, вокалистка и гитаристка группы The Muffs
- 3 октября — Гражина Апанавичюте (79) — советская и литовская оперная певица (сопрано)
- 4 октября — Дайан Кэрролл (84) — американская актриса и певица
- 5 октября — Марчелло Джордани (56) — итальянский оперный певец (тенор)
- 6 октября — Джинджер Бейкер (80) — британский рок-музыкант и автор песен, барабанщик группы Cream
- 14 октября — Солли (25) — южнокорейская певица, актриса и модель, участница группы f(x)
- 17 октября — Алисия Алонсо (98) — кубинская балерина, хореограф и педагог
- 22 октября
  - Рэймонд Леппард (92) — британский дирижёр и клавесинист
  - Роландо Панераи (95) — итальянский оперный певец (баритон)
  - Витольд Сапельцев (86) — советский и российский музыковед
- 23 октября — Гансхайнц Шнеебергер (93) — швейцарский скрипач
- 26 октября — Олег Молчан (54) — советский и белорусский композитор, пианист и продюсер
- 27 октября — Владимир Рубин (95) — советский и российский композитор
- 28 октября — Михаил Степаненко (77) — советский и украинский композитор, пианист и музыковед
- 29 октября — Антон Матезиус (46) — российский музыкант, баянист и перкуссионист группы Billy’s Band
- 30 октября — Рамазан Янбеков (85) — советский и российский певец
- 31 октября — Яннис Спанос (85) — греческий композитор и пианист

### Ноябрь
- 2 ноября — Мари Лафоре (80) — французская и швейцарская певица и актриса
- 6 ноября — Александр Михайлов (63) — советский и российский ударник и музыкальный педагог
- 7 ноября — Юрий Маркелов (69) — советский и российский композитор
- 8 ноября — Фред Бонгусто (84) — итальянский композитор и певец
- 9 ноября — Сотирия Леонарду (68) — греческая певица и актриса
- 17 ноября
  - Владимир Лопухов (75) — советский и российский артист балета
  - Юрий Щербинин (78) — советский и украинский музыковед и музыкальный критик
- 21 ноября — Роберт Бахман (75) — швейцарский дирижёр и композитор
- 22 ноября — Чечилия Сегицци (111) — итальянская художница и композитор
- 24 ноября
  -  Ку Хара (28) — южнокорейская певица и актриса, участница группы Kara
  - Хуан Оррего Салас (100) — чилийский композитор и музыкальный педагог
- 25 ноября — Владимир Рыжов (78) — советский и российский музыкант, композитор и учёный, специалист в области радиотехники и акустики
- 26 ноября — Айша Абдуллина (103) — советская и казахская театральная актриса и певица
- 28 ноября — Паду дель Карибе (99) — арубанский музыкант, певец и художник, автор слов гимна Арубы

### Декабрь
- 1 декабря — Марис Янсонс (76) — советский, латвийский и российский дирижёр и музыкальный педагог
- 3 декабря — Максим Мартиросян (88) — советский и армянский артист балета, педагог и балетмейстер
- 8 декабря — Juice WRLD (21) — американский рэпер, певец и автор песен
- 9 декабря
  - Салават Аскаров (73) — советский и российский оперный певец (бас) и музыкальный педагог
  - Мари Фредрикссон (61) — шведская певица, музыкант и автор песен, вокалистка группы Roxette
- 10 декабря
  - Гершон Кингсли (97) — американский композитор немецкого происхождения
  - Олег Талыпин (90) — советский и российский фаготист и музыкальный педагог
- 11 декабря — Юрий Афонин (82) — советский и российский поэт и хормейстер
- 13 декабря — Сайидрахман Матиев (60) — советский и киргизский дирижёр и музыкальный педагог
- 15 декабря — Аркадий Застырец (60) — советский и российский поэт, литературный переводчик, журналист и драматург, автор текстов песен
- 18 декабря — Эбби Саймон (99) — американский пианист
- 23 декабря
  - Чимназ Бабаева (73) — советская и азербайджанская балерина и балетмейстер
  - Алиция Бонюшко (82) — польская балерина и балетмейстер
- 25 декабря — Петер Шрайер (84) — немецкий оперный и камерный певец (тенор) и дирижёр
- 26 декабря — Джерри Херман (88) — американский композитор и поэт-песенник
- 27 декабря — Орын Кулсариев (87) — советский и казахский дирижёр, домбрист, кюйши и музыкальный педагог
- 28 декабря
  - Танос Микруцикос (72) — греческий композитор и политический деятель, министр культуры Греции (1994—1996)
  - Эржебет Сёньи (95) — венгерский композитор, музыковед и педагог
- 29 декабря — Нил Иннес (75) — британский музыкант, композитор и пародист, участник групп The Bonzo Dog Doo-Dah Band и The Rutles
- 30 декабря — Гарри Купфер (84) — немецкий оперный режиссёр и педагог